# Мирко Стефановски
Тихомир „Мирко“ Стефановски (Скопље, 7. септембар 1921 — Скопље, 31. октобар 1981) био је македонски редитељ и глумац.

## Биографија
Био је члан предратног Модерног позоришта, члан путујућег позоришта „Димче Трајковски“. После Другог светског рата био је шеф културно-забавне групе 42. македонске дивизије НОБ-а. Био је један од оснивача МНТ-а и члан Драме МНТ-а до 1951. године.
Године 1951. постао је директор Народног позоришта у Битољу, где је остао до 1954. и где је 1952. добио сина Горана.
Од 1954. до 1960. године радио је у Народном позоришту у Прилепу као редитељ. Године 1957. добио је сина Влатка.
Од 1960. до 1962. био је директор Радничког дома у Скопљу, а од 1962. до 1964. помоћник управника МНТ-а. Од 1965. године до краја живота био је стални директор Народног позоришта у Скопљу.
Као први македонски редитељ поставио је "Вејку на ветерот" као прво македонско дело у Птују. Био је редитељ девет представа македонских аутора.